# Generación (álbum)
Generación es el sexto y último álbum de estudio del dúo argentino de rock progresivo Pastoral, lanzado en 1982, el primer álbum después del rompimiento del dúo tres años antes, como también su último trabajo original antes del fallecimiento de Alejandro De Michele.

## Antecedente
Pastoral había experimentado un desgaste profundo, producto de continuos lanzamientos, cuatro álbumes musicales y un EP. Ello sumado a los descontentos legales con su anterior sello discográfico Sazam Records y con su exproductor Oscar López, terminaron por fracturar al dúo.
Volvieron a encontrarse en 1981, decididos a reconstruir a Pastoral. Los eventuales problemas legales con su anterior discográfica y productor se subsanaron y comenzaron una nueva etapa en su carrera musical.

## Producción
La conformación del álbum se dio en el contexto de la Guerra de Malvinas y el malestar popular con el régimen militar argentino. Esta situación social y política se vio reflejada en la temática del mismo, más pesimista y con letras cargadas de ironía. El sonido se manifestó intenso y eléctrico, con fuerte base rítmica.

## Recepción
El álbum fue lanzado oficialmemte durante el segundo semestre de 1982, gozó de una buena recepción comercial, llegó a los primeros puestos en las posiciones de venta.
A pesar de la demanda de entradas para shows y recitales, Pastoral tocó en un principio Generación en lugares con pequeños afores, como si se tratase de una banda amateur. El 4 de septiembre, tocaron en el teatro Obras, con gran audiencia.

## Lista de canciones
Todas las canciones escritas y compuestas por Alejandro de Michele y Miguel Ángel Erausquin. 
| Lista de canciones |                    |          |  |
| N.º                | Título             | Duración |  |
| 1.                 | «Peleándose»       | 2:59     |  |
| 2.                 | «Generando»        | 4:58     |  |
| 3.                 | «Circular»         | 3:17     |  |
| 4.                 | «Anestesiados»     | 3:32     |  |
| 5.                 | «Cuidarán»         | 3:27     |  |
| 6.                 | «Desprendiéndonos» | 3:49     |  |
| 7.                 | «Sexto C»          | 3:40     |  |
| 8.                 | «Babany»           | 4:22     |  |
| 9.                 | «Saca las brujas»  | 3:24     |  |
| 10.                | «Todos patinan»    | 4:02     |  |

## Créditos y personal
| - Alejandro De Michele (guitarras y vocales) - Miguel Ángel Erausquin (guitarras y vocales) - Gustavo Donés (bajo) - Daniel Colombres (batería) - Fernando Múscolo (teclados) - Mario Herrerías (piano y arreglos en «Peleándose») | - Jorge Da Silva, Roberto Fernández y Osvaldo Acedo (técnicos de grabación) - Osvel Costa y Daniel Medina (asistentes de estudio) - Alejandro De Michele y Jorge Da Silva (ecualización) - Fernando Risiglione (corte) - Rubén Andón (diseño de tapa y fotografía) - Luis Antonio Generani (sobre interno) - Pastoral (compaginación, dirección general y producción) - Interdisc (sello discográfico) - Estudios ION |